# کاظم رضا
کاظم رضا (زادهٔ ۱۳ تیر ۱۳۲۴ در تهران – ۱۷ آبان ۱۳۹۵) داستان‌نویس و سردبیر مجله «لوح» دفتری در قصه بود.

## آثار به چاپ رسیده
- حوض کوثر - مجله جار ۱۳۴۴
- سیر تحولات … - جنگ لوح ۱۳۴۶
- چهار منزل - جنگ لوح ۱۳۴۸
- خاتون خواب - جنگ لوح ۱۳۴۹
- اسباب جهاد - جنگ لوح ۱۳۵۳
- ثلث دوم - جنگ لوح ۱۳۵۴
- درسِ ترس - جنگ ادبی بیدار (چاپ آلمان)۱۳۷۳
- آخرین تعلیمات - جنگ ادبی بیدار (چاپ آلمان)۱۳۷۸
- عصر سرور - جنگ این شماره با تأخیر ۱۳۸۲
- نیما در خانه ما - دفتر هنر (شماره ۱۳) ۱۳۸۱
- از نجف تا دولت‌آباد سبزوار - دفتر هنر (شماره ۱۶) ۱۳۸۲
- سفر نجف - نشر پیکان ۱۳۸۳

## مجله نوشتا
- خانه - مجله نوشتا (شماره ۶) ۱۳۸۶
- خیابان - مجله نوشتا (شماره ۸) ۱۳۸۷
- مهانخانه - مجله نوشتا (شماره ۱۰) ۱۳۸۷
- عمر نخستین - مجله نوشتا (شماره ۱۴) ۱۳۸۹
- روز واقعه - مجله نوشتا (شماره ۱۵) ۱۳۸۹
- باغ باقلوا - مجله نوشتا (شماره ۱۸) ۱۳۹۰
- پرسه - مجله نوشتا (شماره ۲۰) ۱۳۹۱
- دم ابویحیی- مجله نوشتا (شماره ۲۱) ۱۳۹۱
- چهارمین درس ترس - مجله نوشتا (شماره ۲۳) ۱۳۹۲
- شب بیستون - مجله نوشتا (شماره ۲۵) ۱۳۹۳
- هما - مجله نوشتا (شماره ۲۶) ۱۳۹۴
- کلفت‌ها - مجله نوشتا (شماره ۳۲) ۱۳۹۶
- بیشترین صفحه داستانی نوشتا از کاظم رضا ۶۸ صفحه

## کتابها
- هما - رشدیه ۱۳۹۵

## نقد
- آی بی کلاه آی با کلاه
- نقد داستان غلامحسین ساعدی - جنگ لوح

## لوح" دفتری در قصه
- شماره ۱ تا ۷ دوره اول ۱۳۴۶ تا ۱۳۵۳ (انتشار شمارهٔ ۵ و ۶ و ۷ با تغییرات در پاییز ۱۳۵۶)
- شماره ۱ تا ۴ (دورهٔ دوم) ۱۳۵۹ (شماره ۴ از این دوره خمیر شد)
- جلد اول از یک دورهٔ ۱۲ جلدی:صد و ده داستان - نشر نقره مجموعاً ۲۱۲ صفحه ۱۳۶۸ (خمیر شد)

## کتاب‌ها و ضمیمه‌های لوح
- گزیدهٔ تذکرة اولیاء - به کوشش کاظم رضا
- گزیدهٔ اسرارالتوحید - به کوشش کاظم رضا
- گزیدهٔ اسرارالتوحید - به کوشش کاظم رضا
- چگونگی سیر تحولات فکری حضرتعالی - کاظم رضا
- حدیث قاید و قافی - کاظم رضا
- تابستان همان سال - ناصر تقوایی
- سفر - محمود دولت‌آبادی
- نماز میت - رضا دانشور
- جاده - اکبر رادی

## مجله جار
- ۱۶ شماره به صورت پل کپی ۱۳۴۴